# CALM DOWN
『CALM DOWN』（カーム・ダウン）は、THEATRE BROOKの2枚目のミニアルバム。

## 批評
CDジャーナルは「音はあくまでブラック・ミュージックの手法を基盤にし、乗せるメッセージは何処までもラブ&ピースで熱く攻撃的。それが表面的ではなく超真面目に超スタイリッシュにその精神性を高め、見事に表現された痛快作。」と評した。

## 収録曲
- 全曲、作詞・作曲：佐藤タイジ　編曲：THEATRE BROOK

1. ありったけの愛
  - 2000年2月に、9枚目のシングルとしてリカットされた。
  - 2006年9月に、hitomiのシングル「アイ ノ コトバ｣ のカップリングにて、カバー。
  - 2013年に、新山詩織のシングル「Don't Cry」のカップリングにて、共演と言う形でセルフカバー[2][3]。
2. CALM DOWN
3. トゲのないバラ
4. 泣かないでください
5. 立ち止まって一服しよう